# Europamesterskaberne i amatørboksning 1959
Europamesterskaberne i amatørboksning 1959 blev afviklet den 24. til den 31. maj 1959 i Luzern. Det var 13 gang, der blev afholdt EM for amatørboksere. Turneringen blev arrangeret af den europæiske amatørbokseorganisation EABA. Der deltog 180 boksere fra 25 lande.
Ingen danskere deltog.

## Medaljevindere
| Event                     | Guld                               | Sølv                         | Bronze                                                    |
| ------------------------- | ---------------------------------- | ---------------------------- | --------------------------------------------------------- |
| Fluevægt (– 51 kg)        | Manfred Homberg Vesttyskland       | Gyula Török Ungarn           | Adam McClean Irland Vladimir Stolnikov Sovjetunionen      |
| Bantamvægt (– 54 kg)      | Horst Rascher Vesttyskland         | Oleg Grigoryev Sovjetunionen | Zygmunt Zawadzki Polen Miodrag Mitrović Jugoslavien       |
| Fjervægt (– 57 kg)        | Jerzy Adamski Polen                | Peter Goschka Vesttyskland   | André Juncker Frankrig Orhan Tus Tyrkiet                  |
| Letvægt (– 60 kg)         | Olli Mäki Finland                  | Demitar Velinov Bulgarien    | Ferenc Kellner Ungarn Iosif Mihalic Rumænien              |
| LetWeltervægt (– 63.5 kg) | Vladimir Yengibaryan Sovjetunionen | Piero Brandi Italien         | Rupert König Østrig István Juhász Ungarn                  |
| Weltervægt (– 67 kg)      | Leszek Drogosz Polen               | Carmelo Bossi Italien        | Bruno Guse Østtyskland Harry Perry Irland                 |
| Letmellemvægt (– 71 kg)   | Nino Benvenuti Italien             | Henryk Dampc Polen           | Dragoslav Jakovljević Jugoslavien Rolf Caroli Østtyskland |
| Mellemvægt (– 75 kg)      | Gennadi Shatkov Sovjetunionen      | Tadeusz Walasek Polen        | Colm McCoy Irland Harry Scott England                     |
| Letsværvægt (– 81 kg)     | Zbigniew Pietrzykowski Polen       | Gheorghe Negrea Rumænien     | Lev Senkin Sovjetunionen Giulio Saraudi Italien           |
| Sværvægt (+ 81 kg)        | Andrey Abramov Sovjetunionen       | Dave Thomas England          | Wladysław Jędrzejewski Polen Josef Němec Tjekkoslovakiet  |

## Medaljefordeling
| Placering | Land            | Guld | Sølv | Bronze | Total |
| --------- | --------------- | ---- | ---- | ------ | ----- |
| 1         | Polen           | 3    | 2    | 2      | 7     |
| 2         | Sovjetunionen   | 3    | 1    | 2      | 6     |
| 3         | Vesttyskland    | 2    | 1    | 0      | 3     |
| 4         | Italien         | 1    | 2    | 1      | 4     |
| 5         | Finland         | 1    | 0    | 0      | 1     |
| 6         | Ungarn          | 0    | 1    | 2      | 3     |
| 7         | Rumænien        | 0    | 1    | 1      | 2     |
| –         | England         | 0    | 1    | 1      | 2     |
| 9         | Bulgarien       | 0    | 1    | 0      | 1     |
| 10        | Irland          | 0    | 0    | 3      | 3     |
| 11        | Østtyskland     | 0    | 0    | 2      | 2     |
| –         | Jugoslavien     | 0    | 0    | 2      | 2     |
| 13        | Østrig          | 0    | 0    | 1      | 1     |
| –         | Tjekkoslovakiet | 0    | 0    | 1      | 1     |
| –         | Frankrig        | 0    | 0    | 1      | 1     |
| –         | Tyrkiet         | 0    | 0    | 1      | 1     |

## Eksterne links
- 13. Europamesterskab i boksning Arkiveret 2. februar 2012 hos  Wayback Machine (engelsk)